# Shaun Francis
Shaun Francis (* 20. Oktober 1986 in Mandeville) ist ein jamaikanischer Fußballspieler, der meist als Abwehrspieler eingesetzt wird. Er steht derzeit bei den San José Earthquakes unter Vertrag.

## Karriere

### Jugend und Amateurfußball
Nach seinem High-School-Abschluss auf Jamaika zog Francis in die USA. Dort ging er vier Jahre auf das Lindsey Wilson College und spielte dort für die Fußballmannschaft seiner Universität, die Blue Raiders. In 61 Spielen für seine Universität erzielte Francis 7 Tore.
Zur gleichen Zeit spielte er außerdem noch in der Premier Development League für die Indiana Invaders und für Thunder Bay Chill.

### Vereinskarriere
Francis wurde als 15. Pick (63. Insgesamt) in der vierten Runde des MLS SuperDraft 2010 von der Columbus Crew gewählt. Nachdem er dort einen Profivertrag unterschrieben hatte, absolvierte er sein erstes Pflichtspiel im Juli 2010 im US Open Cup. Sein Debüt in der Major League Soccer bestritt er am 17. Juli 2010 im Spiel gegen New York Red Bulls.
Am 27. Juni 2012 löste Columbus den Vertrag vorzeitig auf und Francis wurde mit Philadelphia Union in Verbindung gebracht. Nachdem sich daraus jedoch keine Verpflichtung ergab, unterschrieb Francis einen Vertrag bei den Charlotte Eagles in der United Soccer League, der dritthöchsten Liga in den Vereinigten Staaten. Nach dem Ende der Saison in der USL absolvierte er noch ein Spiel für Chicago Fire. Als diese seinen Vertrag aber nicht verlängerten, meldete er sich beim MLS Re-Entry Draft an. Nachdem er von den San José Earthquakes gewählt worden war, unterzeichnete er dort einen Vertrag.

### Nationalmannschaft
Sein Nationalmannschaftsdebüt gab Francis am 10. Oktober 2010 in einem Freundschaftsspiel gegen Trinidad und Tobago. Sein erstes Tor erzielte er während der Karibikmeisterschaft 2010 gegen Guadeloupe.